# Trym Torson
Trym Torson (født Kai Johnny Mosaker), er en norsk trommeslager, som i øjeblikket spiller med bandet Zyklon. Han begyndte sin karriere i viking metal-bandet Enslaved og blev senere inviteret med i black metal-bandet Emperor. Han dannede Zyklon sammen med Emperor-kollegaen Samoth. Hans spillestil er inspireret af jazz. Han er også tatovør. I 2007 lagde han stemme til en figur i tegnefilmserien Metalocalypse i episoden "Dethfashion".

## Bands
Nuværende og tidligere bands
- Emperor
- Tartaros
- Enslaved
- Imperium
- Satyricon – live session (2004)
- Shadow Season
- Paganize
- Ceremony
- Zyklon
- Abigail Williams